# Capucine Azaviele
Œuvres principales
Nino dans la nuit (2019)
Capucine Azaviele est une autrice et photographe française née en 1991 dans la banlieue Sud de Paris. Elle vit à Ivry.

## Biographie
Elle obtient son bac à dix-sept ans. Elle quitte seule la France pour l'Irlande avant de s'installer en Australie et travaille dans un motel. Elle rencontre Simon Johannin à Montpellier. Elle s'installe ensuite à Bruxelles et entame des études à La Cambre (école).
Sa pratique de la photographie s'axe sur son intimité, ses proches. Ses photographies inspireront l'écriture du roman de Simon Johannin, L'Été des charognes. Elle sera également très présente pendant l'écriture, apportant ses conseils au jeune auteur. L'ouvrage dépeint la violence et la rudesse du quotidien rural d'une bande d'adolescents. Les photographies de Capucine Azaviele seront exposées, doublées de lectures de Simon Johannin, au C-FAL de Genève en 2017. Leur collaboration artistique s'intensifie avec la publication d'un deuxième roman : Nino dans la nuit en janvier 2019, écrit à quatre mains et également publié chez Allia. Ils y racontent les galères de la jeunesse précaire d'aujourd'hui,. Pour la sortie de l'ouvrage, Capucine Azaviele aura l'idée de publier un clip vidéo  et c'est le collectif Contrefaçon qui le réalise.
Le couple collabore sur de nombreux projets qui mêlent leurs univers respectifs. À ce sujet, elle dira au webzine Diacritik :

« C’est pour nous le prolongement logique d’une collaboration artistique démarrée il y a plus de huit ans. Depuis la fin de l’adolescence nous travaillons et réfléchissons ensemble. Notre conscience du monde on se l’est donnée mutuellement à travers la découverte des expériences de l’autre. Mais pour la première fois avec Nino dans la nuit, on commence à trouver nos places, à comprendre ce que chacun peut apporter au projet et pourquoi cette complémentarité est nécessaire à sa réalisation. »

Dans une interview pour France Culture, elle déclare :

« J'avais envie d'un livre qui fasse du bien même si on parle de sujets durs, on s'est amusés à dénoncer beaucoup de choses dans Nino, mais on n'a jamais voulu que ce soit misérabiliste. On s'est beaucoup inspirés de nos histoires personnelles, on n'a pas inventé grand-chose. Nos personnages ont conscience qu'ils font un choix, et en même temps, c'est un non-choix. (...) Cet humour permet aussi à ces personnages de continuer à avancer, leur amitié leur amour c'est ce qui les maintient. C'est une précarité invisible, et c'était une façon de montrer que ça existe, les jeunes sont là. L'égalité des chances n'existe pas. J'ai tenté une école d'art en Belgique, j'ai mis trois mois à trouver un logement, je n'avais pas les bons papiers, les bons garants, il n'y avait aucune empathie, au bout d'un moment, on se ramasse, on se ramasse. Simon a vraiment été mon Cheval de Troie. »

En janvier 2020, Nino dans la nuit est traduit en espagnol,,,. Elle participe avec Zineb Dryef au Banquet du livre d'été en aout 2021.
Comme annoncé en 2023 sur sa page Instagram, Capucine Azaviele n'est plus en couple avec Simon Johannin. Elle ne prend plus son nom de famille.

## Accueil critique
Leur description des marges leur a valu d'être comparé à Virginie Despentes par le journal l'Obs. Eric Loret écrit dans Le Monde, à propos de Nino dans la nuit : « Dès le début, on pense à Céline pour le persiflage dilettante et gouailleur, Apollinaire pour le soin orphique du langage, Genet pour la part baroque et maudite ». La Croix fait également référence à ce dernier auteur en évoquant le Journal du voleur et indique qu"inépuisable, crue, inventive, riche de dialogues et d’images vives, leur prose hypnotise, langue dont l’inventivité porte sans faiblir cette génération incandescente". Le roman reçoit la note maximale (3T) du Télérama.

## Nominations et distinctions
Capucine Azaviele et Simon Johannin ont été finalistes du prix de Flore, et nommés au prix du Livre Inter en 2019, pour Nino dans la nuit.
Nino dans la nuit reçoit le prix du deuxième roman remis par l'association Lecture en tête, lors du festival du Premier roman et les littératures contemporaines de Laval, sous la présidence de jury de Sorj Chalandon.

## Publications
- Simon Johannin et Capucine Azaviele, Nino dans la nuit, éditions Allia, 2019 (présentation en ligne).